# Pomacanchi (distrito)
O Distrito peruano de Pomacanchi é um dos 7 distritos da Província de Acomayo, situada no Departamento de Cusco, pertenecente a Região Cusco, Peru

## Transporte
O distrito de Pomacanchi é servido pela rodovia CU-117, que liga o distrito de Checacupe à cidade de Cusco